# (4026) Beet
(4026) Beet – planetoida z grupy pasa głównego asteroid okrążająca Słońce w ciągu 3 lat i 299 dni w średniej odległości 2,44 j.a. Została odkryta 30 stycznia 1982 roku. Przed nadaniem nazwy planetoida nosiła oznaczenie tymczasowe (4026) 1982 BU1.